# Adolph Bermpohl (Navigationslehrer)

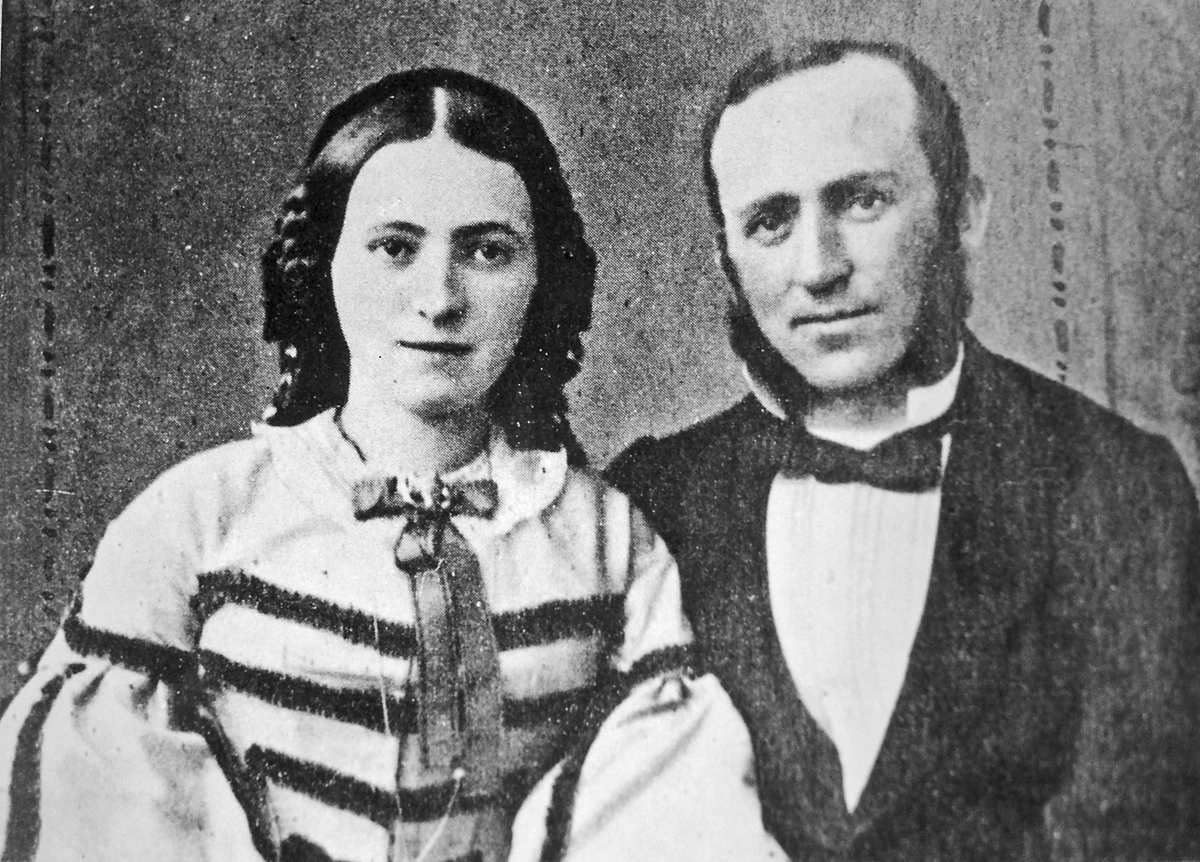
Adolph Bermpohl und seine Frau Betty geb. Schäffer um 1861 in Vegesack

Friedrich August Adolph Bermpohl (* 17. Januar 1833 in Gütersloh; † 7. Mai 1887 in Bremen) war ein deutscher Navigationslehrer in Vegesack, Emden und Bremen. Er gilt als Initiator des organisierten Seenotrettungswesens in Deutschland.

## Leben

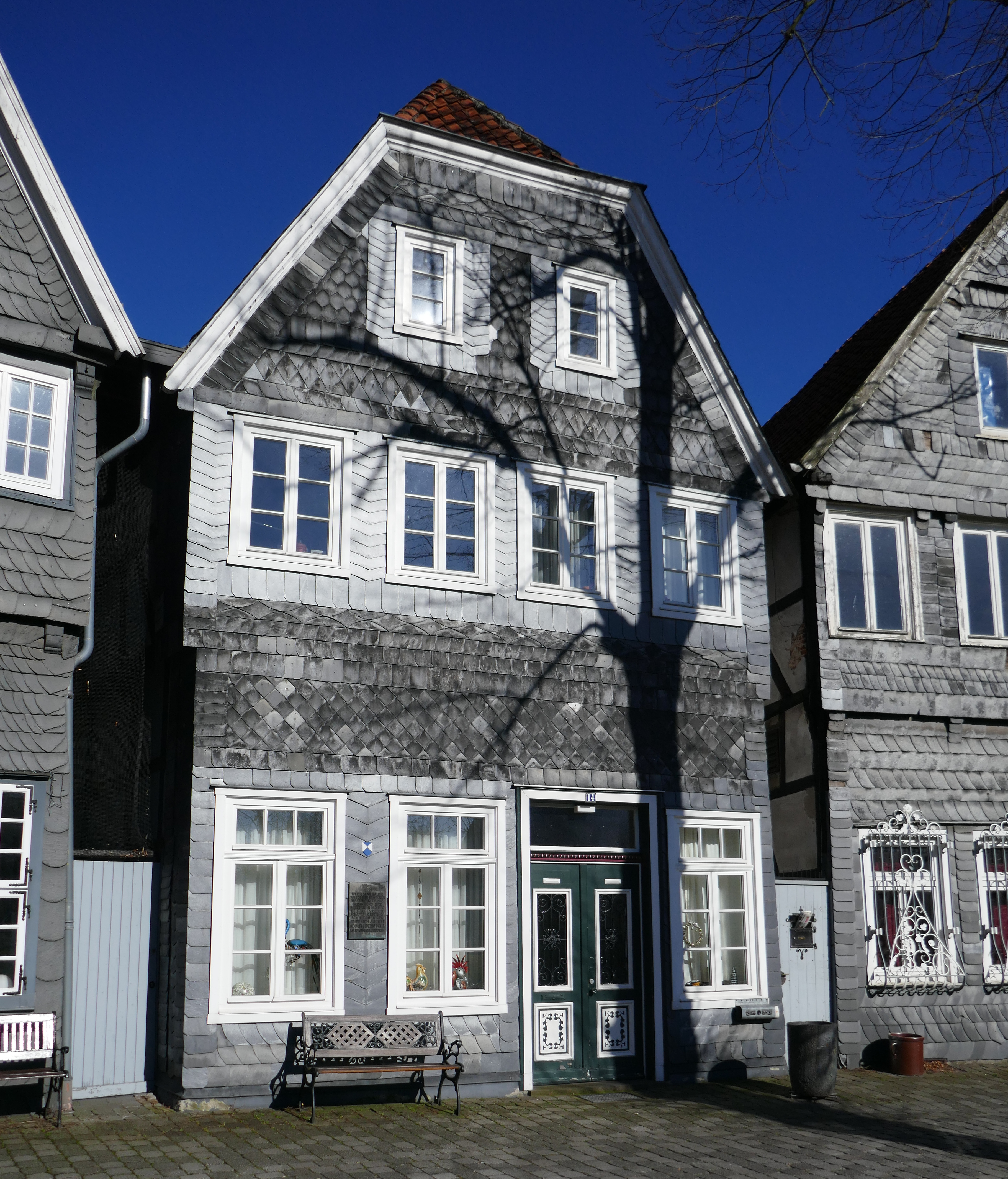
Geburtshaus in Gütersloh

Bermpohl wurde als Sohn des Uhrmachers Johann Heinrich Bermpohl (1806–1877) und dessen erster Ehefrau Johanna Charlotte geb. Horstmann (1805–1834) in Gütersloh geboren. Er besuchte das Friedrichs-Gymnasium im ostwestfälischen Herford. 1848, mit 15 Jahren, ging Bermpohl gegen den Willen seiner Eltern, nach deren Vorstellung er Pfarrer hätte werden sollen, zur See. Er nahm den Dienst in der gerade gegründeten Deutschen Reichsflotte, die unter dem Kommando von Konteradmiral Karl Rudolf Brommy stand, auf und begann als Kajütenwächter auf einem Schoner. 1849 erlebte er auf einer Passage mit einem Handelsschiff, die ihn nach New York und New Castle führte, eine Havarie. Sein Schiff war mit einer mit Kohle beladenen Brigg zusammengestoßen. Bermpohl überstand den Unfall unverletzt.
1853, nach Auflösung der Flotte, absolvierte er eine nautische Ausbildung in Bremen. Am 14. Juli 1854 bestand er die Prüfung zum Untersteuermann und am 28. Januar 1857 als Obersteuermann. In dieser Zeit fuhr er auf bremischen Segelschiffen zur See, hauptsächlich nach nordamerikanischen Häfen und zuletzt nach Rio de Janeiro. Ab 1859 war er Navigationslehrer an der privaten Seefahrtschule in Vegesack, die unter seiner Ägide aufblühte. Hier heiratete er 1860 Betty Schäffer (1832–1882), die Tochter eines Schiffskapitäns. 1867 wechselte er an die staatliche Navigationsschule Emden, um schließlich ab 1870 bis zu seiner Pensionierung 1884 an der Seefahrtschule Bremen tätig zu werden. 1882 ging er eine zweite Ehe mit Amalie Haase (1843–1936) aus Lübeck ein. Aus dieser Ehe ist eine ledig gebliebene Tochter Elisabeth Bermpohl (1883–1907) hervorgegangen.

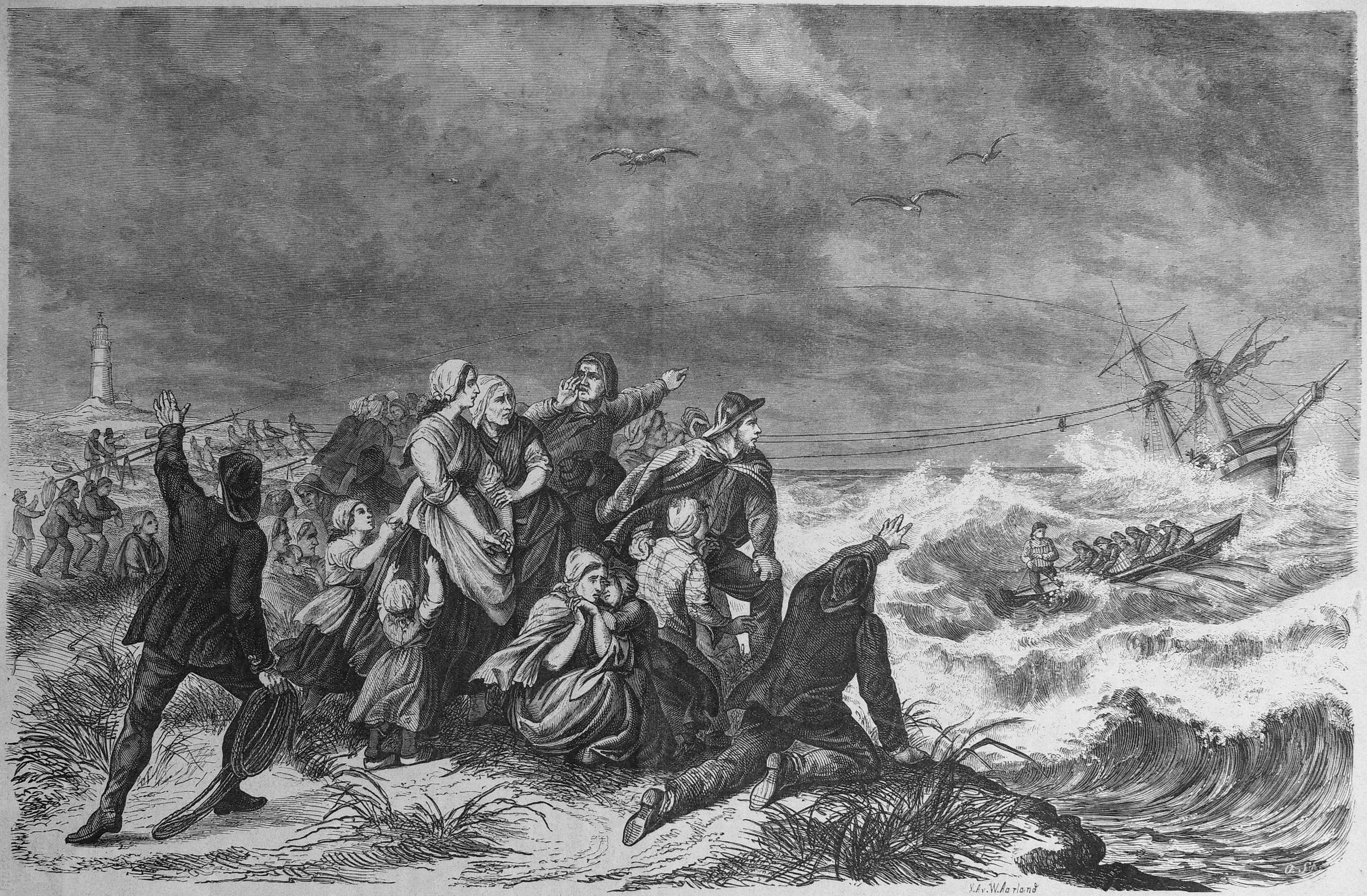
Die Gartenlaube 1867: Darstellung eines Seenotfalls

Nach einem Schiffsunglück bei Borkum wies er 1860 gemeinsam mit dem Advokaten Carl Kuhlmay in der Vegesacker Wochenschrift auf Mängel hin, die bei der Rettung von Schiffbrüchigen bestanden. Sein „Aufruf zu Beiträgen für Errichtung von Rettungsstationen auf den deutschen Inseln der Nordsee“ war der Beginn seines Einsatzes für die Errichtung von Rettungsstationen an der Nordsee. Bermpohl verfasste verschiedene Fachbücher zum Seefahrtswesen. Für die Vegesacker Wochenschrift schrieb er ab 1860 eine Fülle von Artikeln, in denen er das sogenannte Strandrecht geißelte. Nach diesem Recht fielen an Strand gespülte Güter – der Besitz von Schiffbrüchigen – den Küstenbewohnern zu, die damit kein Interesse daran hatten, Schiffbrüchige zu retten. Die Fischer und Kleinbauern sahen das Strandgut als zusätzliche Einnahme- und Versorgungsquelle an.
Bermpohl warb für eine nicht-staatliche Organisation, die auf der Basis von Spenden und freiwilliger Arbeit einen Seenot-Rettungsdienst aufbauen sollte. 1863 gründete er schließlich den Bremischen Verein zur Rettung Schiffbrüchiger, einen der Vorläufer der durch Initiative von Bermpohl, Georg Breusing und Arwed Emminghaus 1865 gegründeten Deutschen Gesellschaft zur Rettung Schiffbrüchiger (DGzRS). Erster Vorsitzer wurde der Mitbegründer des Norddeutschen Lloyds H. H. Meier.

## Werke
- mit Arthur Breusing: Katechismus der Steuermannskunst und Seemannschaft. Bremen 1861. Verschiedene Nachauflagen, späterer Titel: Fraglehre für Seefahrtsschulen.
- Englisches Lesebuch sowie englisch-deutsches seemännisches Wörterbuch nebst kurzgefasster Formenlehre. Zum Gebrauche auf Navigationsschulen und zum Selbstunterricht für Steuerleute. Bremen, 2. Auflage 1878, 3. Auflage 1886.

## Ehrungen
- 1965 wurde aus Anlass des 100-jährigen Jubiläums der DGzRS ein neuer Seenotrettungskreuzer auf seinen Namen getauft: Adolph Bermpohl mit dem Tochterboot Vegesack. Die Patenschaft über diesen Rettungskreuzer übernahm 1978 Bermpohls Geburtsstadt Gütersloh.
- 1965 benannte sich der 1906 gegründete „Marine-Verein zu Gütersloh“ um in „Marinekameradschaft Adolph Bermpohl“.
- In Gütersloh ist eine Straße nach ihm benannt, und an seinem vermuteten Geburtshaus gibt es eine Erinnerungstafel.
- In Vegesack sind eine Straße und eine Apotheke nach ihm benannt.
- 2023 feierte das Schauspiel „Bermpohl bleiben“ von Katharina Schlender am Theater Gütersloh Premiere.